# Alain Harel
Pour les articles homonymes, voir Harel.
Alain Harel, né le 24 juin 1950 à Quatre-Bornes, est un évêque catholique mauricien, vicaire apostolique de Rodrigues de 2002 à 2020. Le 10 septembre 2020, il est nommé évêque de Port-Victoria aux Seychelles.

## Biographie

### Jeunesse et début de carrière ecclésiastique
Il est issu d’une famille franco-mauricienne de cinq enfants et fréquente l’école primaire du couvent de Lorette de Quatre-Bornes avant d’entamer des études secondaires au Collège du Saint-Esprit. Il devient séminariste à Angers et à Nantes à vingt ans, où il suit des études de philosophie et de théologie. Il est ordonné prêtre le 3 septembre 1978 pour le diocèse de Port-Louis.
Alain Harel devient vicaire de la basilique Sainte-Hélène de Curepipe avant de diriger le Centre des vocations et de la formation des futurs séminaristes. Il arrive à Rodrigues comme curé de la paroisse du Sacré-Cœur à Saint-Gabriel en 1991 et occupe le poste de vicaire épiscopal à partir de 1994.

### Évêque
Après un bref passage à la paroisse du Saint-Esprit à Bel-Air Rivière Sèche en 2000, il est nommé évêque titulaire (ou in partibus) de Forconium (de) et vicaire apostolique de Rodrigues. Il est consacré le 8 décembre 2002 par le cardinal Jean Margéot, assisté de Maurice Piat, évêque de Port-Louis et Robert Sarah, secrétaire de la congrégation pour l'évangélisation des peuples. 
Il est membre de la Conférence épiscopale de l'océan Indien, (CEDOI) et a choisi comme devise : « Vous êtes le sel de la terre et la lumière du monde » (Mt. 5, 13-14).